# Ust-Bolscherezk
Ust-Bolscherezk (russisch Усть-Большере́цк) ist ein Dorf (Selo) in der Region Kamtschatka (Russland) mit 2116 Einwohnern (Stand 14. Oktober 2010).

## Geographie
Der Ort liegt nahe der Südwestküste der Halbinsel Kamtschatka, etwa acht Kilometer vom Ochotskischen Meer entfernt am rechten Ufer des Flüsschens Amtschigatscha. Nach Süden erstreckt sich auf mehreren Kilometern eine flache Niederung, die von einer Vielzahl von Armen des Flusses Bolschaja durchflossen wird, die auch mit der Amtschigatscha in Verbindung stehen. Ust-Bolscherezk befindet sich etwa 160 Kilometer Luftlinie westlich des Regionsverwaltungszentrums Petropawlowsk-Kamtschatski.
Es ist Verwaltungszentrum des gleichnamigen Rajons Ust-Bolscherezk.

## Geschichte
Die russische Besiedlung dieses Teils der Halbinsel Kamtschatka begann mit der Errichtung des Bolscherezki ostrog etwa 20 Kilometer flussaufwärts vom heutigen Ust-Bolscherezk im Jahr 1703.
Der heutige Ort entstand 1911 im Zusammenhang mit der Errichtung einer Telegraphenlinie. Der Name bezieht sich auf die Lage nahe der Mündung (russ. ustje) des Flusses Bolschaja (Bolschaja reka für „Großer Fluss“). 1932 wurde Ust-Bolscherezk Verwaltungszentrum eines neu geschaffenen Rajons.

### Bevölkerungsentwicklung
| Jahr | Einwohner |
| ---- | --------- |
| 1939 | 2477      |
| 1959 | 1799      |
| 1970 | 1682      |
| 1979 | 2137      |
| 1989 | 3075      |
| 2002 | 2277      |
| 2010 | 2116      |

Anmerkung: Volkszählungsdaten

## Wirtschaft und Infrastruktur
Hauptwirtschaftszweig ist die Fischerei, hauptsächlich auf Lachse. In der Umgebung wird Landwirtschaft für den lokalen Bedarf betrieben (Kartoffelanbau und Viehhaltung). Eine geringe, aber zunehmende Bedeutung hat der Tourismus.
Ust-Bolscherezk ist mit Petropawlowsk-Kamtschatski über eine Straße verbunden, die etwa 100 Kilometer westlich der Regionshauptstadt von der „Hauptstraße“ der Halbinsel, der R454 nach Ust-Kamtschatsk, abzweigt. Von Ust-Bolscherezk verläuft sie weiter bis zur Küste und dann südwärts bis zur 25 Kilometer entfernten, auf einer Nehrung gelegenen Siedlung Oktjabrski.

## Söhne und Töchter des Ortes
- Waleri Maslow (* 1940 in einer Militärsiedlung bei Ust-Bolscherezk, † 2017), Fußball- und Bandyspieler